# فودكا ريدبول

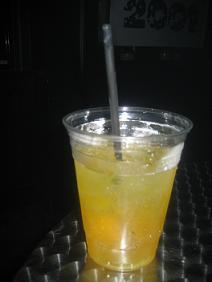

فودكا ريدبول (بالإنجليزية: Vodka Redbull)‏ هو كوكتيل كحولي يحتوي على كل من الفودكا ومشروب الطاقة غير الكحولي: الريدبول.

## اختلافاته
تختلف طريقة خلطه من ناحية تركيز الفودكا به إلى الريدبول، ولكن عادة ما يقسم إلى قسمين:
1. فودكا ريدبول مفرد ( 25 مل فودكا + 250مل ريدبول)
2. فودكا ريدبول مزدوج ( 50 مل فودكا + 250مل ريدبول)

## فيالمملكة المتحدة
عادة ما تقوم الحانات بتخصيص يوم من أيام الإسبوع للطلاب وتسميتها بليلة الفودكا ريدبول، حيث يتم خدمة الزبائن بهذا المشروب بإسعار مخفضة تقل عن ثلث السعر الحقيقي، وتكون الليلة عادة لطلاب الجامعة فقط الذين يجب عليهم تزويد هوية الطلبة الخاصة بهم.